# Реактивна система керування

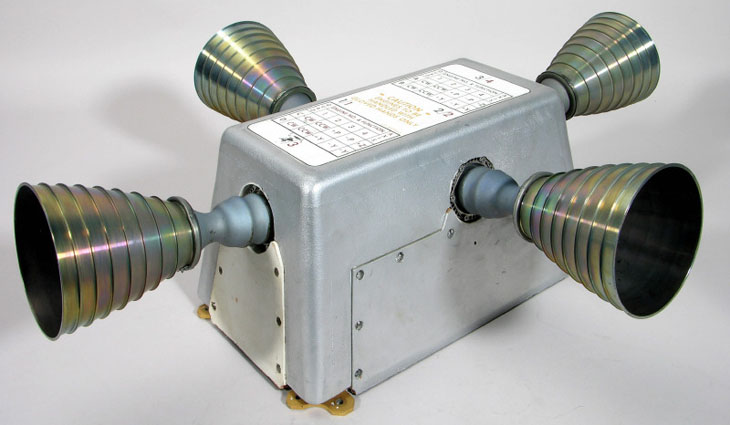
Блок РСК із чотирьох двигунів

Реактивна система керування (РСК) — система рушіїв (ракетних двигунів (РД) невеликої потужності), встановлених на космічних кораблях (КК), або ЛВЗП, чи літаках скороченого злету та приземлення. Вона забезпечує рух КК, а також, бере участь у системі орієнтування.
РСК здатна утворити невелику кількість тяги в будь-якому бажаному напрямку (завдяки комбінації окремих координатних напрямків). Також вона може створити крутні моменти, що контролюватимуть крен, тангаж і рискання КК під час входження і руху в атмосфері. Виникнення моментів і їх зміна можлива завдяки зміні напрямку головного вектора реактивних сил відносно центру інерції. В умовах руху в атмосфері враховується також центр дії сили опору повітря. Різні рівні тяги у РСК виникають у відповідь на використання комбінації більш потужних і слабких двигунів.
Функції РСК на КК:
- управління орієнтуванням протягом входження в атмосферу;
- підтримка потрібного положення на орбіті;
- виконання орбітальних маневрів;
- здійснення близького маневрування протягом космічного зближення, наприклад, з МКС;
- як ходові двигуни, щоб запустити паливну систему для роботи основного двигуна.

У зв'язку з тим, що кількість пального у КК критично обмежена, знаходять свій розвиток і впровадження РСК, що використовують альтернативні рушії з більш економним споживанням пального. Для зберігання місцеположення на орбіті (особливо геосинхронній) деякі КК використовують двигуни з високим питомим імпульсом, як-от термоелектричні РД, іонні двигуни або двигуни з ефектом Холла (коли пальне прискорюється електричним полем). Для управління маневруванням деякі космічні апарати, включно з МКС, використовують спеціальні махові колеса. Двигуни «Меркурія» використовували як пальне пероксид водню, який перетворювався на пару при вимушеному пропусканні через вольфрамовий екран.

## Розташування РСК на космічних літальних апаратах
Спускні капсули із космічних програм «Меркурій» та «Джеміні» використовували групи сопел для управління орієнтуванням. Рушії розташовувалися так, щоб лінії дії їхніх сил не перетиналися з центром інерції капсул, створюючи своєю роботою момент сили для обертання останніх. Капсула «Джеміні» також була спроможна коригувати свій курс під час входження в атмосферу, повертаючи у потрібному напрямку шляхом підйому протилежного боку корабля.
Службовий відсік КК «Аполлон» та його місячний модуль окрім двох основних двигунів мали по 16 двигунів R-4D, що були розділені на чотири блоки по чотири двигуни, забезпечуючи певне переміщення й орієнтування КК. Спрацьовуючи попарно, двигуни, що були розміщені в протилежних боках корабля, а вектори сили яких були протилежно направлені, повертали корабель у необхідному напрямку.

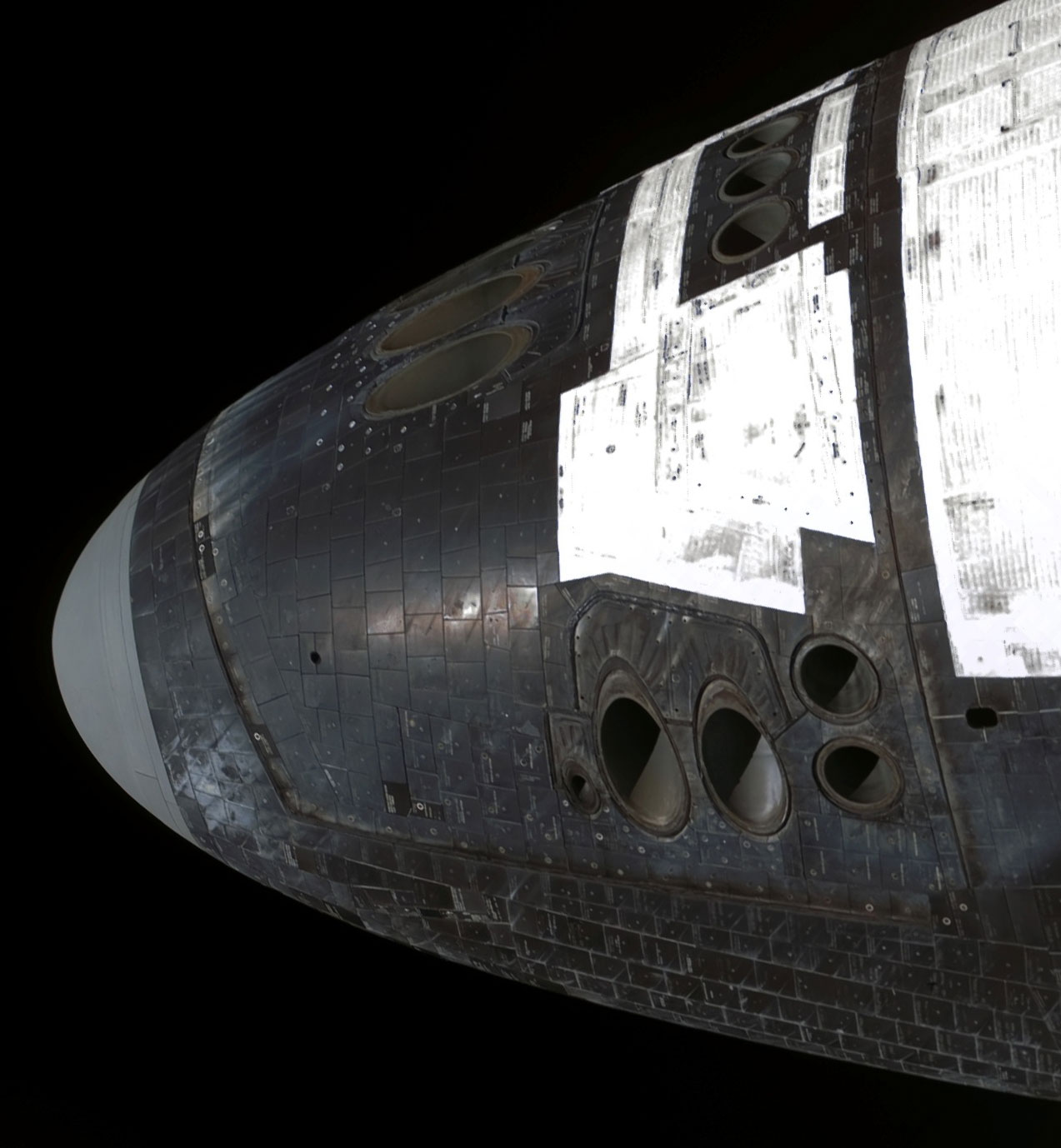
Сопла двигунів РСК у носовій частині шатла «Діскавері»

РСК у Спейс Шаттл під назвою «Діскавері» складалася із 14 невеликих основних двигунів і двох веньєрних у носовій частині фюзеляжу, а також, по 12 основних (тяга — 387 Н у вакуумі, тривалість увімкнення від 1 до 150 с, але не довше 800 с сумарно) і двох веньєрних у хвостовій частині корабля (справа і зліва) у блоці із потужнішими двигунами Системи орбітального маневрування.
На сучасному КК Dragon як РСК використовуються 18 двигунів Draco у чотирьох блоках (два по 5 і два по 4 двигуни). Вони розміщені по боках корабля, а сопла їх направлені під певними кутами одне до одного. На пілотованому КК Dragon 2 (розробляється) функції РСК здійснюватимуть 16 двигунів Draco.
РСК на першому ступені ракет-носіїв сімейства Falcon 9 використовує охолоджений стиснений азот. Він під тиском випускається з восьми газових сопел, розміщених у двох блоках (попереду, позаду, з одного вільного боку і знизу кожного блоку). Позаяк блоки РСК розташовані по боках у верхній частині ступеня, то вони можуть використовуватися для керування польотом у трьох площинах.